# اجتماع (نظریه مجموعه‌ها)

اجتماع دو مجموعه:

اجتماع سه مجموعه:

اجتماع A، B، C، D، و E برابر همه چیز بجز مساحت سفید است.

در نظریه مجموعه‌ها، اجتماع (به انگلیسی: union) که با نماد ∪ نشان‌داده می‌شود، برای یک گردآورد از مجموعه‌ها برابر مجموعه همه عناصر در آن گردآورد است. این عمل یکی از عملیات بنیادین است که از طریق آن می‌توان مجموعه‌ها را ترکیب کرد و با هم مرتبط نمود. یک اجتماع پوچ به اجتماع مجموعه‌های صفر ({\displaystyle 0}) اشاره دارد و طبق تعریف برابر مجموعه تهی است.

## اصل موضوع اجتماع
اگر S مجموعه‌ای از مجموعه‌ها باشد (یعنی S یک رده باشد)، مجموعه‌ای مانند C یافت می‌شود که همه اعضای S زیرمجموعه آن باشند. یعنی برای هر {\displaystyle A\in S} داشته باشیم {\displaystyle A\subseteq C}.
اجتماع همه اعضای S که آن را با {\displaystyle \bigcup S} یا {\displaystyle \bigcup _{A\in S}A} نشان می‌دهیم به‌صورت زیر تعریف می‌شود:
{\displaystyle \bigcup S:=\bigcup _{A\in S}A:=\{x\in C:\exists A\in S,x\in A\}}
مجموعه بالا طبق اصل تصریح وجود دارد و با استفاده از اصل موضوع گسترش می‌توان نشان داد که یکتاست.
برای دو مجموعه دلخواه A و B، {\displaystyle \bigcup \{A,B\}} را با {\displaystyle A\cup B} نشان می‌دهیم و می‌خوانیم "A اجتماع B". اجتماع سه مجموعه B، A و C را با {\displaystyle A\cup B\cup C}،... و اجتماع n مجموعه {\displaystyle A_{1},A_{2},\cdots ,A_{n}} را با {\displaystyle A_{1}\cup A_{2}\cup \cdots \cup A_{n}} نمایش می‌دهیم. می‌توان نشان داد که
{\displaystyle A_{1}\cup A_{2}\cup \cdots \cup A_{n}=(A_{1}\cup A_{2}\cup \cdots \cup A_{n-1})\cup A_{n}}

## خواص اجتماع
مهم‌ترین ویژگی {\displaystyle A\cup B} این است که هم A و هم B زیرمجموعه آن هستند. فی‌الواقع {\displaystyle A\cup B} کوچک‌ترین مجموعه‌ایست که این ویژگی را دارد.
اگر اشتراک دو مجموعه A و B را با {\displaystyle A\cap B} نشان دهیم، به ازای هر B، A و C داریم:
{\displaystyle A\cup A=A}
{\displaystyle A\cup B=B\cup A}
{\displaystyle A\cup \phi =\phi \cup A=A}
{\displaystyle (A\cup B)\cup C=A\cup (B\cup C)}
{\displaystyle A\cup (B\cap C)=(A\cup B)\cap (A\cup C)}
{\displaystyle A\cap (B\cup C)=(A\cap B)\cup (A\cap C)}